# 팔로마 (텔레노벨라)
《팔로마》(스페인어: Paloma)은 1975년 방영된 멕시코의 텔레노벨라이다.